# Futuwwa
Bei den Futuwwa-Bünden handelt es sich um korporativ ausgerichtete Organisationsformen junger Männer (Männerbünde) in islamisch geprägten Gesellschaften insbesondere des Mittelalters im vorderen Orient. Der im 8. Jahrhundert n. Chr. aufkommende Begriff Futuwwa (arabisch الفتوة, DMG al-futuwwa) steht im Allgemeinen für „Jugend“ und bezeichnet die Qualitäten und Charakterzüge des „jungen Mannes“ (arab. „fatā“, pl. „fityān“). Es trägt dabei die Bedeutung „Jugend, Jungmanntum, jugendliches Verhalten“. Das Auftreten der Futuwwa-Bünde ist ein weit verbreitetes facettenreiches Phänomen. Mit dem Begriff „Futuwwa“ können ganz unterschiedlich ausgerichtete Bewegungen und Organisationen gemeint sein.

## Begriff und Ideal
Taucht der Begriff „Futuwwa“ als Abstraktbildung erst im frühen Mittelalter auf, so findet sich das ihm zugrunde liegende Wort „Fatā“ schon häufig in der altarabischen Dichtung und bezeichnet hier die viel gepriesenen Haupttugenden des Edelmannes als Idealbild: einerseits Freigiebigkeit und Gastfreundschaft, andererseits Tapferkeit und das kämpferische Einstehen für den eigenen Stamm. Mit Aufkommen des Islam erhielt der Begriff zudem eine religiöse Komponente als Tugendkomplex derer, die sich als Kämpfer für den Djihad (arab. ğihād) einsetzten oder sich mit dem aufkommenden Sufismus der Selbstentsagung verschrieben.
Zunächst standen hier die Tugenden des Einzelnen im Mittelpunkt. Zum unübertroffenen Idol des „Fatā“ entwickelt sich mit der Zeit die Person des vierten Kalifen und Schwiegersohns des Propheten Ali. Aufgrund der ihm zugeschriebenen Tapferkeit wurde er im Islam zum Prototyp des „Fatā“ und damit zum Patron der Futuwwa. Der Ausspruch „kein Schwert außer Dū l-Fiqār! kein Fatā außer Ali!“ sollte zum Leitspruch der Futuwwakreise werden.
Da das Wort „fatā“ auch schon im Koran ausnahmslos in positiven Zusammenhängen gebraucht wird, konnten Gestalten wie Ibrahim, Yusuf oder die Gefährten der Höhle  أصحاب الكهف als „fitjān“ bezeichnet und als Träger der Futuwwa gehandelt werden.
Über die Bezeichnung individueller Tugenden hinaus entwickelte die Futuwwa ausgesprochen „bündische“ Züge, indem sie für Gruppen junger Männer, die sich gemeinsamen Idealen verpflichteten, feste Bräuche und Rituale entwickelte. So galt für Adepten das Gürten mit den „Hosen der Futuwwa“ und das Trinken aus dem mit salzigem Wasser gefüllten „Becher der Futuwwa“ als Zeichen der Initiation in eine mit dem Hauch des Elitären bekleidete Gemeinschaft.
Eine Aufnahme in den Bund erfolgte in mehreren Stufen. Ein Postulant hatte sich zuerst einmal an ein ihn betreuendes Vollmitglied zu wenden, das ihn probeweise aufnahm. Nach bestandener Probezeit wurde er zunächst noch mit einem einfachen Schurz als Novize gegürtet, um dann erst nach einiger Zeit mit den „Hosen der Futuwwa“ zum Vollmitglied zu werden.
Die Futuwwa bildete hierbei eine ausgeprägte soziale Struktur heraus. Das Verhältnis der Mitglieder untereinander war hierarchisch gegliedert und durch Beziehungen des „jüngeren“ zum „älteren“ oder mit Begriffen aus dem familiären Bereich, wie „Sohn“, „Vater“ und „Großvater“ geprägt. So wurden hinsichtlich der Initiation in die Gemeinschaft ideelle Abstammungslinien konstruiert, welche auf Ali oder den Propheten Muhammad selbst zurückgeführt werden konnten.
Parallel dazu wurde die Gemeinschaft in verschiedene Klassen gegliedert. Sie umfasste einerseits Mitglieder, die sich nur mit dem Wort zur Futuwwa bekannt hatten, andererseits solche, die den Verpflichtungstrunk zu sich genommen hatten. Manchmal gab es darüber hinaus noch Mitglieder, die zusätzlich mit einem Schwert gegürtet waren.

## Ideal und gesellschaftliche Wirklichkeit
Mit der Ausbreitung des Islam kam auch der Begriff „Fitjān“ im Plural stärker in Umlauf und bezeichnete nun überall anzutreffende Gruppen von jungen Männern unterschiedlicher sozialer, ethnischer und konfessioneller Herkunft, welche in kleinen Gemeinschaften lebten und sich unabhängig von den Bindungen an Familie, Berufsstand oder Stammeszugehörigkeit zu einem gemeinsamen Leben zusammenfanden. Was sie verband, war Solidarität, gegenseitige Fürsorge und Kameradschaft bis hin zur Gütergemeinschaft.
Andererseits wird von „Fitjān“ auch berichtet als einem stetigen Element gesellschaftlicher Unordnung des städtischen Lebens. Sie werden als „Anhänger der Futuwwa“ häufig in eins gesetzt mit den als „'Ajjārūn“ bezeichneten Vagabunden, Landstreichern und Gesetzeslosen (arab. „'ajjār“, pl. „'ajjārūn“). Sie erscheinen oft als Inbegriff für bandenartige Gruppen gesellschaftlich randständiger junger Männer, welche entweder einen Faktor sozialen Aufruhrs darstellten, oder sich zeitweise das Fehlen gesellschaftlicher Ordnung zunutze machten, um sich als irreguläre Polizei- oder Hilfstruppen zu verdingen. Während sich manche Gruppe gegebenenfalls auch in den Dienst der Obrigkeit stellten, konnten sozialrevolutionär ausgerichtete Gruppen bei den unteren Gesellschaftsschichten durchaus einige Achtung erringen.
Im 11. Jahrhundert wandelte sich das Bild: die Gruppen von „Fitjān“ bzw. „'Ajjārūn“ entwickelten zunehmend einen anziehenden Charme auch für Mitglieder gehobener Gesellschaftsschichten, und es entwickelte sich im Kontrast zur gesellschaftlichen Wirklichkeit eine verbreitete Literatur über die idealisierten Werte und Ideale der Futuwwa. Auch der Sufismus begann sich zu dieser Zeit zunehmend für die Futuwwa zu interessieren. Hatte das altarabische Fatātum schon seit je her Eingang gefunden in die Spruchsammlungen berühmter Sufischeichs, entwickelte sich nun eine Literatur, in der die Futuwwa als fester Bestandteil des Sufismus dargestellt wurde.
Der Begriff „Futuwwa“ etablierte sich im Lauf der Geschichte als Bezeichnung eines festen Verhaltens- und Ehrenkodex. Er wird auch häufig als orientalisches Edelmannsideal bezeichnet. Diesem Ideal konnten die verschiedensten gesellschaftlichen Gruppen zugeordnet werden. Folglich wurden und werden auch viele Phänomene, berechtigter- oder unberechtigterweise, mit dem Konzept der Futuwwa identifiziert. So kann „Futuwwa“ ebenso für das muslimische Vorbild des späteren europäischen „Rittertums“ stehen, wie für das Ideal der Brüderlichkeit innerhalb der Sufigemeinschaften. Es wird mit den Riten und Bräuchen der zunftartigen Handwerkervereinigungen genau so in Verbindung gebracht, wie mit dem Korpsgeist städtischer Milizen oder aristokratischer Jugendclubs. In Persien taucht die Futuwwa auf als Ideal höfischer Fürstenspiegel ebenso auf, wie in der folkloristischen Literatur.
Die Futuwwa ist ein Konzept, welches sich aus verschiedenen Einflüssen entwickelt hat. Als die Araber im 7. Jahrhundert n. Chr. den Nahen Osten erobert hatten, brachten sie das altarabische Edelmannsideal des „Fatā“ mit und formten dieses zum religiösen Ideal des Glaubenskämpfers im Djihad (arab. ğihād) um. Dieses mischte sich dann in den eroberten Ländern mit vorislamischen Traditionen. Insbesondere die korporativen bzw. „bündischen“ Formen gesellschaftlicher Organisation können als Relikte der persischen Kultur des Sasanidenreichs angesehen werden, die in muslimischer Zeit fortlebten. Diese Gesellschaftsformen waren bei den Handwerkern in der Sasanidischen Metropole Seleukia-Ktesiphon weit verbreitet. Insbesondere das mit dem korporativen Leben verbundene Ritual der Initiation durch Gürtung stand hier für spätere Entwicklungen Pate und verweist auf einen zoroastrischen Einfluss.
Auch für die als „'Ajjārūn“ bezeichneten irregulären milizartigen Verbände junger Männer in islamischen Städten können vorislamische Vorbilder angenommen werden. Zum Teil werden die „'Ajjārūn“ als Nachkommen der Sasanidischen Kleinfürsten und des niederen Landadels angesehen. Diese verloren zwar nach der islamischen Eroberung in der Zeit der Omajjaden zunächst an gesellschaftlicher Stellung, konnten dann aber verstärkt in der Abbasidenzeit, ihre Ideale des Rittertums in die islamische Gesellschaft erneut einbringen. Ein Teil dieser Gesellschaftsschicht fungierte schon in Sasanidischer Zeit als Elitetruppe und entwickelte in diesem Zusammenhang einen entsprechenden Korpsgeist mit dazugehöriger Etikette, Ethos und Umgangsformen. Die Unabhängigkeit dieser Verbände brachte ihnen einen zum Teil negativen Ruf ein. Andererseits bot dieser Umstand Gelegenheit zur späteren Verklärung persischer Vergangenheit in der Literatur persischer Schreiber, die außerhalb des militärischen Zusammenhangs standen. Dem ritterlichen Ideal der Futuwwa stand in Persien der synonym gebrauchte Begriff „Jawānmardī“ gegenüber.
Im Kontrast dazu sieht ein anderer Traditionszweig die „'Ajjārun“ als Träger der Futuwwa in einem Engen Zusammenhang mit den freiwilligen Verbänden von Glaubenskämpfern, welche im 7./8. Jahrhundert zu einem allgemein verbreiteten Phänomen in islamischen Gesellschaften gehörte. Diese Glaubenskämpfer standen in den folgenden Jahrhunderten in einem engen Verhältnis zu den Vorläufern der späteren Sufiorden in den Grenzfestungen. So konnte es seit dem 9. Jahrhundert zum Teil zu einer Verschmelzung der „'Ajjārun“ mit dem asketischen Sufitum unter dem Kodex der „Futuwwa“ kommen. Infolgedessen wurde die Futuwwa bis zum 11. Jahrhundert einerseits zum höfischen Rittertum, andererseits zum mystischen Lebensideal veredelt.

## Die Reorganisation der Futuwwa-Bünde unter dem Kalifen an-Nāsir li-Dīn Allāh
Einen herausragenden Wendepunkt in der Geschichte der Futuwwa-Bünde stellt die Reformpolitik des Kalifen an-Nāṣir li-Dīn Allāh (reg. 577/1180 – 620/1223) dar. In Anbetracht der im Lauf der Geschichte immer schwächer gewordenen Stellung des Kalifats strebte er danach, alle religiösen Organisationsformen an seine Person zu binden. Da die Futuwwa-Bünde zu seiner Zeit bereits feste Organisationsstrukturen entwickelt hatten, boten sie ihm, in dem er sich selbst an die Spitze der Futuwwa setzte, ein ideales Instrument, seine eigene Stellung zu festigen. Er scheint schon früh (1182/1183 n. Chr.) und keinesfalls als einfaches Mitglied der Futuwwa beigetreten zu sein. So gilt es als sein Verdienst, durch eine Neugründung der Futuwwa die bisher getrennt verlaufenen Entwicklungslinien, zum einen im Sufismus, zum anderen als gesellschaftliches Phänomen, zusammengeführt zu haben.
Zur Zeit an-Nāṣirs war die Futuwwa in zahllose konkurrierende Untergruppen zerspalten. An-Nāṣir schloss sich der stark sufistisch ausgerichteten Futuwwa des in Baghdad angesehenen Scheichs 'Abd al-Ğabbār an, den er im Jahre 578 n. H. (1182/1183 n. Chr.) durch die Vermittlung von Vertrauensleuten kennenlernte. Der Beitritt erfolgte noch im selben Jahr durch das traditionelle Einkleiden in die „Hosen der Futuwwa“. Dieser Schritt des Kalifen verlieh der Futuwwa in der Bevölkerung eine zunehmende Popularität und bewirkte gleichzeitig eine Festigung des sufistischen Elementes der Futuwwa und eine stärkere Anbindung des Bundeswesens an das Derwischtum.
Bereits kurze Zeit nach seinem Beitritt war der Kalif in der Lage, die Gebräuche der „Fitjān“ als Mittel zur Verwirklichung eigener sozialer und politischer Ziele einzusetzen. So nutzte er den verbreiteten Brauch der Vogelzucht zur Monopolisierung des Brieftaubenwesen. Es durften zum Zwecke der Privilegienzuteilung und Kontrolle des Nachrichtenwesens nur noch Tauben aus seiner Hand empfangen werden. Auch die Gunst der Beteiligung am verbreiteten Sport des Armbrustschießens konnte er kontrollieren und an Günstlinge zuteilen. Er war es auch, der im eigenen Auftrag durch Übersendung der begehrten Futuwwahosen über die Aufnahme von Regenten und Prinzen in die Futuwwa entscheiden konnte. Indem die Prinzen und Regenten der umliegenden Lokaldynastien der Futuwwa des Kalifen beitraten, wurden sie als Fitjān-Vorsteher ihrer Territorien bestätigt. Gleichzeitig erkannten sie damit den Kalifen als Oberhaupt an.
Doch gerade in der Hauptstadt Bagdad ließen sich zahlreiche der korporierten Futuwwa-Gruppen nicht ohne Widerstand zur Ordnung zwingen. Tumulte und Aufstände veranlassten den Kalifen, ein Edikt zu erlassen, das eine rigorose Umformung der bisherigen Struktur der Futuwwa beinhaltete. Gerade der anarchistische Flügel sollte diszipliniert und in neuer Form legalisiert werden. Die Futuwwa wurde unter Androhung der Todesstrafe aufgelöst und unter folgenden Forderungen des Kalifen zentralisiert: 'Ali gilt als unanfechtbare Grundlage der Futuwwa und der Kalif an-Nāṣirs als dessen ausdrücklicher Nacheiferer. Aufgabe der Futuwwa ist es, einen „gereinigten imāmitischen Dienst“ zu leisten und der Religion Allahs den Sieg zu verleihen. Wer einen Bundesgenossen misshandelt, wird aus der Futuwwa ausgeschlossen.
An-Nāṣir ließ nicht nur eine Futuwwa-Genealogie schaffen und auf seinen Namen hinführen. Er räumte sich selbst auch das alleinige Recht ein, Futuwwatitel, -orden, -privilegien und Vollmachten zu verleihen und die Futuwwa in ein auf ihn bezogenes hierarchisches System zu gliedern.

## Das Fortleben der Futuwwa nach dem Ende des Kalifats der Abbasiden
Nach der Eroberung Bagdads durch die Mongolen (1258 n. Chr.) und der Auflösung des Kalifats der Abbasiden kam es zum Niedergang der höfischen Futuwwa. Allenfalls wurde die von An-Nāṣir geschaffene Praxis noch vom Mamlukensultan Baibars (reg. 1260–1277 n. Chr.) in Ägypten gepflegt, um dann bei seinen Nachfolgern an Bedeutung zu verlieren.
Andererseits erfuhr die Futuwwa in den gesellschaftlichen Schichten der Handwerker und Händler einen wachsenden Zuspruch und entwickelte sich hier zum Organisationsprinzip zunft- und gildenartiger Vereinigungen. Insbesondere in Anatolien wurden die als „Achi“ (arab. „ahī“, „mein Bruder“; oder südwesttürkisch „ahı“, „Freigiebigkeit, Edelmut, Ritterlichkeit“) bezeichneten Personen zu Trägern der Futuwwa. Der „Achi“ tritt hier seit Mitte des 13. Jahrhunderts als Vorsteher einer zunftartigen Vereinigungen junger unverheirateter Männer vornehmlich der Handwerksberufe in Erscheinung, welcher ein Klubhaus zur Abhaltung regelmäßiger Versammlungen gründet oder ein solches auch zur Bewirtung Reisender unterhält. Die „Achis“ erlangen dabei eine gesellschaftlich geachtete Stellung und treten häufig bei Fehlen offizieller Regierungsvertreter als Bevollmächtigte des Sultans oder Emirs auf.

## Die Futuwwa als Organisationsprinzip der Bruderschaften und Zünfte
Im Osmanischen Reich wurde speziell in einer Zunft, der der Gerber, das Achitum weiter gepflegt. Sie beruft sich auf den Zunftheiligen Achi Evran, der um das Jahr 1300 in Kırşehir gelebt haben soll. Durch die Geschicklichkeit der Scheichs an dessen Grabheiligtum in Kırşehir in Mittelanatolien, die sich den Titel „Achi Baba“ gaben, hat es Achi Evran zum Schutzpatron des gesamten türkischen Zunftwesens gebracht. So errangen die Achi Babas das Privileg, sämtliche Adepten aller Zünfte durch Gürtung in das Zunftwesen aufzunehmen.